# Sân bay Salamanca
Sân bay Salamanca-Matacán (IATA: SLM, ICAO: LESA) là một sân bay ở tỉnh Salamanca tại cộng đồng tự trị Castile-Leon.
Sân bay này nằm ở các đô thị Machacón, Calvarrasa de Abajo và Villagonzalo de Tormes; cách thành phố Salamanca 15 km.

## Các hãng hàng không và các tuyến điểm
- Iberia
  - operated by Air Nostrum (Barcelona)
- Lagun Air (Barcelona, Ibiza, Jerez de la Frontera, Málaga, Menorca, Palma de Mallorca)